# 육군 특무부대 축구단
육군 특무부대 축구단은 1950~1960년대 군 소속 축구단으로 당시 육군 특무부대 (CIC)에서 운영을 하였다. 전국도시대항축구대회과 전국체육대회 등에서 서울 대표 축구팀으로 활동하였으며서울축구구락부 혹은 서울구락부라는 구단명칭을 사용하기도 하였다.

## 역사
1953년 한국전쟁 기간 중에 창설되어 1965년 6월 해체되었다. 1960년 7월터 육군 특무부대가 육군 방첩부대로 개칭됨에 따라 축구단 명칭도 육군 방첩부대 축구단으로 개칭되었다.
특무부대 축구단은 한국축구사에 전설처럼 내려오는 두 가지 해프닝의 주역이다.
첫 번째는 특무부대와 조선방직 축구단과의 경기에서 축구를 넘어 한국 스포츠 사상 가장 난폭했던 순간으로 특무부대가 우세한 경기를 하고도 무승부로 끝나고 추첨으로 승리팀을 가리게 되고 추첨에 의해 패하게 된다. 그리고 이제 조선방직 응원단이 한껏 흥을 내자 이에 약이 오른 당시 특무부대장 김창룡의 지시로 응원단과 조선방직 축구단 관련자들을 전부 잡아들이라고 했고 이때 당시 조선방직의 대구지점 간부로 있던 손기정까지 같이 붙들려 가는 사건이 일어났다 그 후 손기정은 특무부대 감독인 민병대의 주선으로 바로 풀려났고 이 일을 계기로 특무부대 육상단까지 창설해 코치직을 맡았다. 이때가 휴전 후라 군인들이 지기 싫어하는 승부근성이 어느 때보다 강해 일어난 해프닝이라고 전해진다.
두 번째는 1954년 전국체전 축구일반부 준결승전에서 당시 특무부대 축구단이 5 : 0으로 이기다가 일몰로 경기가 중단되자 당시 김창룡 특무부대장의 지시로 지프차 20여대를 동원해 헤드라이트로 비춰 경기를 강행하려고 했던 사건이다.
한편 위에 두 사건은 1950년대 벌어진 사건으로 당시 기사가 안 남아있고 후대에 기억에 의존해 쓰여졌던 것으로 보아 관련 기사들마다 시기와 참여했던 대회가 조금씩 다른 점을 참고하여야 한다.

## 유명 선수
- 한창화
- 박일갑
- 최정민
- 함흥철

## 같이 보기
- 육군 첩보부대 축구단
- 육군 병참단 축구단
- 육군 헌병감실 축구단
- 육군 공병단 축구단
- 육군 축구단
- 해군 축구단
- 공군 축구단
- 국군체육부대
- 상주 상무 축구단
- 국군기무사령부